# Bernard Sigé
Bernard Sigé és un paleontòleg francès, investigador de la Universitat de Lió. Ha col·laborat amb paleontòlegs cèlebres com ara Gerhard Storch. Entre altres tàxons, ha descrit Pseudorhyncocyonidae (1974), Vaylatsia i Euronyctia.